# Lamar (Arkansas)
Lamar – miasto w Stanach Zjednoczonych, w stanie Arkansas, w hrabstwie Johnson.